# Thomas Derrick (Henker)
Thomas Derrick war im elisabethanischen Zeitalter ein Seemann und Henker in Tyburn vor London. Nach ihm sind Bohrturmgerüste, Derrickausleger und der Derrickkran benannt.

## Leben
Derrick soll im Juni 1596 als Seemann die Flottenexpedition von Robert Devereux, 2. Earl of Essex begleitet haben, bei der der spanische Hafen Cádiz eingenommen wurde. Unter dem Kommando des Earls of Essex plünderten die Seeleute die Stadt, wobei sie auch einige spanische Frauen vergewaltigten. Vierundzwanzig der Täter wurden zum Tode verurteilt. Da jedoch niemand der Henker sein wollte, begnadigte der Earl Thomas Derrick, um ihn die anderen 23 hängen zu lassen. Derrick erledigte dies in effizienter Weise, indem er sie mit einer Rolle an einer Spiere anhob. Nach seiner Rückkehr nach England wurde er Henker in Tyburn und exekutierte über 3000 Menschen. Er baute für seine Tätigkeit einen dreibeinigen Galgen. Als der Earl of Essex 1601 eine Revolte gegen Königin Elisabeth I. anzetteln wollte und zum Tode verurteilt wurde, hatte Derrick die Pflicht, ihn zu enthaupten.

## Historischer Hintergrund
Von 1388 bis 1783 wurden zum Tode verurteilte Londoner aus dem städtischen Newgate-Gefängnis in einem „Tumbrel“, einem primitiven zweirädrigen Karren, über die alte Oxford Road bis zu einem Ort gebracht, der Tyburn hieß. Tyburn war Jahrhunderte hindurch der Ort, an dem die Hinrichtungen stattfanden. Diese wurden öffentlich abgehalten, um so eine abschreckende Wirkung auf den Rest der Bevölkerung auszuüben. Der Ort bot ausreichend Platz, dass sich dort eine große Zuschauermenge versammeln konnte. Die Bezeichnung englisch Tyburn Tree wurde zu einem Synonym für den Galgen. Bis zum Beginn des 17. Jahrhunderts mussten die Verurteilten am hinteren Ende des Karrens stehen, bis der Henker ihnen die Schlinge um den Hals legte. Dann wurde der Wagen weggefahren und das Opfer so lange in der Luft baumeln gelassen, bis durch langsames Erwürgen der Tod eingetreten war. Oftmals sprangen dann umstehende Freunde oder Verwandte hinzu, um durch ihr zusätzliches Gewicht den qualvollen Prozess des Erdrosselns abzukürzen. Erst im 19. Jahrhundert wurde die Hinrichtung so abgeändert, dass dem Herabfallenden das Genick brach.

## Derricks Todeskran
Weltweit steht das Wort „Derrick“ für einen speziellen Typ von Kränen, die Objekte nicht nur anheben oder absenken, sondern auch horizontal schwenken können. Der Ursprung dieses Krans geht auf das Design Thomas Derricks zurück. Hinrichtungen fanden zumeist an Feiertagen statt, so dass an einem Tag oft zahlreiche Personen gehenkt werden mussten. Um nicht jeden der zum Tode durch den Strang verurteilten einzeln aufhängen zu müssen, entwickelte Derrick um 1610 einen Galgen, an dem ein Dutzend oder sogar mehr Personen zugleich aufgehängt werden konnten. Der neuartige Galgen erhielt bald den Namen seines Erfinders. Der Name wurde auf den modernen Derrickkran übertragen, der ihm in seinem Aufbau sehr ähnelte.